# Região Geográfica Imediata de Rorainópolis

Localização da Região Imediata de Rorainópolis em Roraima.

A Região Geográfica Imediata de Rorainópolis é uma das 4 regiões imediatas do estado brasileiro de Roraima, uma das 2 regiões imediatas que compõem a Região Geográfica Intermediária de Rorainópolis-Caracaraí e uma das 509 regiões imediatas no Brasil, criadas pelo IBGE em 2017. É composta de 4 municípios.